# Goaselehavas
Goaselehavas (románul: Goașele) falu Romániában, Erdélyben, Fehér megyében.

## Fekvése
Kudzsir közelében fekvő település.

## Története
Goaselehavas korábban Kudzsir része volt. 1956 körül vált külön 60 lakossal. 1966-ban 50, 1977-ben 43, 1992-ben 37, 2002-ben pedig 47 román lakosa volt.